# Ровдіно (присілок)
Ро́вдіно (рос. Ровдино) — присілок у складі Підосиновського району Кіровської області, Росія. Входить до складу Яхреньзького сільського поселення.
Населення становить 117 осіб (2010, 175 у 2002).
Національний склад станом на 2002 рік — росіяни 99 %.